# 은비 (가수)
은비(본명: 고은비, 1992년 8월 23일~2014년 9월 3일)는 과거 대한민국의 가수이자 걸 그룹 레이디스 코드의 서브보컬이었다. 
2014년 9월 3일 영동고속도로에서 발생한 교통 사고로 향년 23세의 나이로 사망했다.

## 생애
서울가동초등학교, 문정중학교, 한림연예예술고등학교 연예과를 졸업하였다. SBS의 보도본부장인 김성준 보도본부장의 사돈으로 알려졌다. 《여고괴담 5: 동반자살》에서 언주반 학생으로 출연한 적이 있다.

## 데뷔
2013년 2월 6일, CJ E&M 유튜브 채널에 은비의 티저 영상이 올라왔다. 레이디스 코드는 3월 7일 EP 앨범 《CODE#01 나쁜여자》로 데뷔하였고, 같은 날 《M Countdown》에 출연하였다.

### 교통사고에 의한 사망
2014년 9월 3일 오전 1시 23분 경(KST), 레이디스 코드 멤버들이 타고 있던 차량이 영동고속도로 신갈 분기점 부근에서 가드레일을 들이받았다. 안전벨트를 착용하지 않은 은비는 창밖으로 튕겨져 나가 현장에서 즉사하였고 9월 5일 경기도 스카이캐슬 추모공원에 안치되었다. 같은 그룹 멤버였던 리세도 중태에 빠져 인근 아주대학교 의료원으로 급히 옮겨졌으나, 혼수 상태가 지속되다가 나흘 뒤인 9월 7일 오전 10시 10분에 아주대학교 의료원에서 사망하였다. 은비를 포함한 레이디스 코드 멤버들은 그 전날 대구경북과학기술원에서 진행된 KBS 1TV의 《열린음악회》 촬영을 마치고 서울로 올라오던 중이었다. 폴라리스 엔터테인먼트는 공식 입장 발표에서 새벽 1시 30분 경 빗길에서 그랜드 스타렉스 차량이 뒷바퀴가 빠지면서 몇 바퀴 회전을 한 뒤 가드레일에 부딪쳤다고 밝혔다. 결국 이 사고로 인해 당시 스타렉스를 운전하던 매니저는 수원지방법원 형사02부에서 금고 1년 2월을 선고받은 것으로 전해졌다.

## 학력
- 서울가동초등학교 (졸업)
- 문정중학교 (졸업)
- 한림연예예술고등학교 연예과 (졸업)

## 방송 출연
- KBS 2TV 《1대 100》 (2013년 5월 21일)
- SBS 《도전 1000곡》 (2013년 7월 7일, 9월 1일 ~ 8일)
- 투니버스 《난감스쿨》 (2014년 3월 14일)
- SBS F/L 《스타 뷰티쇼》 (2014년 4월 8일)
- SBS 《놀라운 대회 스타킹》 (2014년 4월 12일)

## 일화
- 한림연예예술고등학교 연예과 1기로 입학하였다. 본래 꿈은 배우였으나, 전공 수업에서 노래와 춤을 배우며 가수의 꿈을 키우게 되었다. 2009년 FNC엔터테인먼트의 연습생으로 발탁되었으나, 데뷔하지 못하고 퇴사하였다. 훗날 은비는 인터뷰에서 "스스로 실력이 부족하다고 생각해서 퇴사한 것" 이라고 밝혔다.